# Lumbrineris minima
Lumbrineris minima är en ringmaskart som beskrevs av Hartman 1944. Lumbrineris minima ingår i släktet Lumbrineris och familjen Lumbrineridae. Inga underarter finns listade i Catalogue of Life.